# Trani
Trani és un municipi italià, situat a la regió de la Pulla i capital de la província de Barletta-Andria-Trani. L'any 2012 tenia 60.245 habitants.

## Fills il·lustres
- Gaetano Tarantini (1872-1927), músic.

## Llocs d'interès
- La Catedral: d'estil romànic, es va iniciar a construir a finals del s. XI sobre una altra església ja existent. Està dedicada a San Nicola Pellegrino.